# Rachael Ray
Rachael Domenica Ray (Glens Falls, Nueva York, Estados Unidos; 25 de agosto de 1968) es una presentadora de televisión y escritora estadounidense. Presenta actualmente The Rachael Ray Show y otros tres programas más en Food Network llamados: 30 Minute Meals, $40 a Day y Rachel Ray's Tasty Travels. También ha escrito numerosos libros de cocina (uno de ellos fue basado de su programa 30 Minute Meals). En 2006 lanzó su propia revista llamada Every Day with Rachael Ray. En agosto de 2022 participó como estrella invitada en el programa de cocina Selena + Chef, presentado por la actriz y cantante Selena Gomez para la cadena HBO Max.